# Turistická značená trasa 1850
 Turistická značená trasa 1850 je 10,5 km dlouhá modře značená trasa Klubu českých turistů v okrese Rychnov nad Kněžnou spojující Rokytnici v Orlických horách s Neratovem. Její převažující směr je severovýchodní. Trasa prochází územím Přírodního parku Údolí Rokytenky a Hvězdné a poté CHKO Orlické hory.

## Průběh trasy
Turistická trasa má svůj počátek v Rokytnici v Orlických horách u místního nádraží, kde přímo navazuje na rovněž modře značenou trasu 1981 přicházející sem ze Žamberka. Ukončena je zde žlutě značená trasa 7300 rovněž ze Žamberka, na kterou zde přímo navazuje shodně značená trasa 7260 do Nebeské Rybné. Spolu s ní vede trasa 1850 v souběhu na rokytnické náměstí, kde vstupuje do souběhu se zde výchozí zeleně značenou trasou 4232 do Bartošovic v Orlických horách. Společně trasy stoupají do sjezdovky východně od města, kde souběh končí. Trasa 1850 stoupá po cestě severovýchodním směrem loukami a okrajem lesa do Horní Rokytnice, kde vstupuje na silnici II/319. Zde má svůj počátek zeleně značená trasa 4379 na Anenský vrch. Trasa 1850 stoupá po silnici na Panské Pole, zde jí opouští a stoupá lesní cestou k severovýchodu v souběhu s červeně značenou Jiráskovou cestou. Po jeho skončení přechází hřeben a klesá do osady Hadinec a poté stoupá na lokalitu Vysoký Kořen. Zde se nachází rozcestí s výchozí žlutě značenou trasou 7263 do Bartošovic v Orlických horách. Trasa 1850 odtud klesá stále lesní cestou k severovýchodu do Neratova, kde v centru vesnice končí na rozcestí se žlutě značenou trasou 7297 z Mezivrší do polského Poniatówa.

## Historie
- Trasa byla původně mnohem delší, byla výchozí ze Žamberka, počáteční úsek ale byl vyčleněn a přečíslován na 1981.
- Trasa vedla původně z Horní Rokytnice na Anenský vrch. Původní vedení bylo přeznačeno zeleně a přečíslováno na 4379. Při přeložení do současného vedení došlo k propojení s původně samostatnou modře značenou trasou vedoucí od současného konce souběhu s Jiráskovou trasou do Neratova.[3]

## Turistické zajímavosti na trase
- Muzeum lokálky na nádraží v Rokytnici v Orlických horách
- Morový sloup na náměstí v Rokytnici v Orlických horách
- Zámek v Rokytnici v Orlických horách
- Kostel Všech svatých v Rokytnici v Orlických horách
- Pomník obětem první a druhé světové války v Rokytnici v Orlických horách
- Památník založení požární ochrany v Rokytnici v Orlických horách
- Studánka Pod Farským kopcem v Rokytnici v Orlických horách
- Vyhlídková místo na Rokytnici v Orlických horách u vodojemu a na Polově kopci
- Objekty Československého opevnění v okolí Panského Pole
- Vyhlídkový bod na Vysokém Kořeni
- Kaple svatého Huberta na Vysokém Kořeni
- Kostel Nanebevzetí Panny Marie v Neratově